# 베르그호프

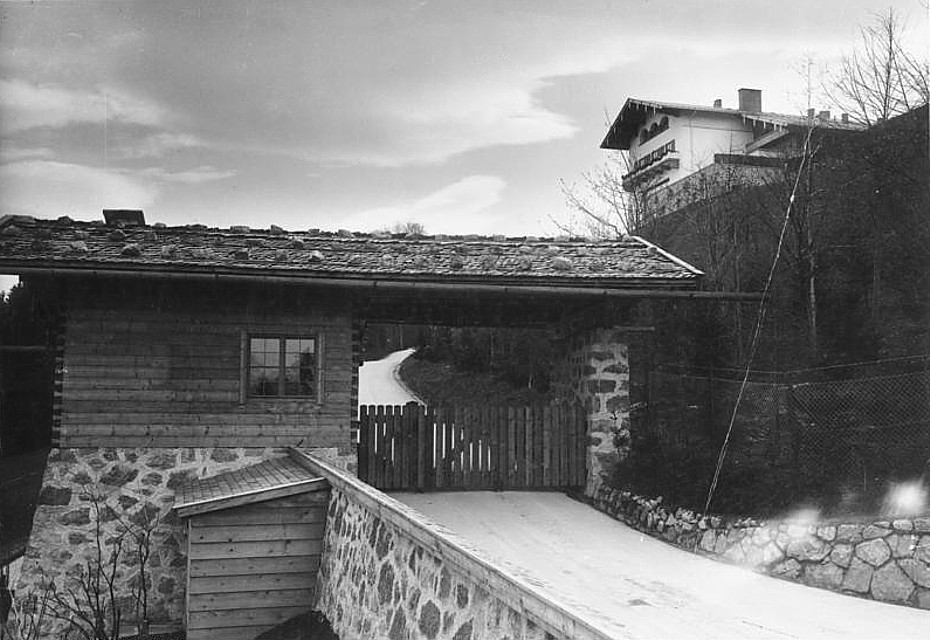
아돌프 히틀러의 집 오버잘츠베르크에 있는 '베르호프'. 정면에 있는 대문집.

베르그호프(Berghof)는 오버잘츠베르크(Obersalzberg)의 산 정상에 있는 히틀러의 별장이다. 이곳은 히틀러가 자신의 정치적 견해를 담아 집필한 책인 나의 투쟁을 통해 번 돈으로 구입했다.

## 설명
베르그호프 내부의 일부 방들은 히틀러가 직접 디자인하였는데, 이는 히틀러의 개인적 취향과 그가 유년기에 건축가가 되고 싶어 했었던 부분이 반영된 것이다. 내부에는 경호원실, 주방, 침실, 식품 창고, 와인 저장고들이 존재했으며 근처에 작은 집들에는 헤르만 괴링, 요제프 괴벨스 등의 측근들이 생활했다. 베르그호프와 약 2만 명의 병력이 거주할 수 있었던 병영은 주위에 있던 5개의 요새들로 보호됐다.

## 역사
1938년 9월 15일에는 체임벌린 총리가 방문한 적이 있으며 이후 베르그호프에서 큰 사건은 없었다.
1945년 4월 25일에는 영국 공군 랭커스터 617편대가 베르그호프가 있던 지역을 폭격했고, 최소 2발의 폭탄이 베르그호프에 명중했다. 한편 프랑스 제 2 기갑사단과 미군 제 101 공수사단은 먼저 베르그호프를 점령하기 위하여 경쟁을 벌였으나 결국 프랑스군이 먼저 베르그호프를 점령했다.

## 같이 보기
- 퓌러본부
- 인간 사냥
- 나치 건축
- 트라우들 융에

## 참고 자료
- 2차 세계대전 시크릿 100선[1]